# Argentina en los Juegos Olímpicos de Innsbruck 1964
Argentina participó en los Juegos Olímpicos de Innsbruck 1964, con una delegación de 12 atletas (11 hombres y 1 mujer) que compitieron en 3 deportes.
El equipo olímpico argentino no obtuvo ninguna medalla en estos Juegos.

## Bobsleigh
Masculino
| Trineo | Atletas                                                             | Evento    | 1.ª manga | 1.ª manga | 2.ª manga | 2.ª manga | 3.ª manga | 3.ª manga | 4.ª manga | 4.ª manga | Total   | Total    |
| Trineo | Atletas                                                             | Evento    | Tiempo    | Posición  | Tiempo    | Posición  | Tiempo    | Posición  | Tiempo    | Posición  | Tiempo  | Posición |
| ------ | ------------------------------------------------------------------- | --------- | --------- | --------- | --------- | --------- | --------- | --------- | --------- | --------- | ------- | -------- |
| ARG-1  | Héctor Tomasi Fernando Rodríguez                                    | Doble     | 1:07,59   | 16        | 1:09,20   | 19        | 1:07,36   | 14        | 1:07,72   | 15        | 4:31,87 | 18       |
| ARG-2  | Roberto José Bordeu Hernán Agote                                    | Doble     | 1:10,15   | 21        | 1:08,45   | 17        | 1:11,33   | 19        | 1:10,26   | 19        | 4:40,19 | 19       |
| ARG-1  | Héctor Tomasi Carlos Alberto Tomasi Hernán Agote Fernando Rodríguez | Cuádruple | 1:05,74   | 17        | 1:06,08   | 18        | 1:07,07   | 17        | 1:06,62   | 17        | 4:25,51 | 16       |

## Esquí alpino
Masculino
| Atleta               | Evento          | Clasificación | Clasificación | Clasificación | Clasificación | Final     | Final     | Final     | Final     | Final     | Final     |
| Atleta               | Evento          | 1.ª manga     | 1.ª manga     | 2.ª manga     | 2.ª manga     | 1.ª manga | 1.ª manga | 2.ª manga | 2.ª manga | Total     | Total     |
| Atleta               | Evento          | Tiempo        | Posición      | Tiempo        | Posición      | Tiempo    | Posición  | Tiempo    | Posición  | Tiempo    | Posición  |
| -------------------- | --------------- | ------------- | ------------- | ------------- | ------------- | --------- | --------- | --------- | --------- | --------- | --------- |
| Osvaldo Ancinas      | Eslalon         | 1:04,63       | 53            | 1:04,35       | 39            | No avanzó | No avanzó | No avanzó | No avanzó | No avanzó | No avanzó |
| Osvaldo Ancinas      | Eslalon gigante | —             | —             | —             | —             | —         | —         | —         | —         | 2:15,06   | 57        |
| Jorge Abelardo Eiras | Descenso        | —             | —             | —             | —             | —         | —         | —         | —         | 4:34,51   | 76        |
| Jorge Abelardo Eiras | Eslalon         | No terminó    | No terminó    | 1:04,57       | 41            | No avanzó | No avanzó | No avanzó | No avanzó | No avanzó | No avanzó |
| Jorge Abelardo Eiras | Eslalon gigante | —             | —             | —             | —             | —         | —         | —         | —         | 2:08,38   | 43        |
| Pedro Klempa         | Descenso        | —             | —             | —             | —             | —         | —         | —         | —         | 2:47,07   | 64        |
| Pedro Klempa         | Eslalon         | No terminó    | No terminó    | No terminó    | No terminó    | No avanzó | No avanzó | No avanzó | No avanzó | No avanzó | No avanzó |
| Pedro Klempa         | Eslalon gigante | —             | —             | —             | —             | —         | —         | —         | —         | 2:12,88   | 52        |
| Manuel Mena          | Eslalon         | 1:25,60       | 79            | 1:15,88       | 51            | No avanzó | No avanzó | No avanzó | No avanzó | No avanzó | No avanzó |
| Carlos Perner        | Eslalon gigante | —             | —             | —             | —             | —         | —         | —         | —         | 2:19,25   | 63        |

Femenino
| Atleta                   | Evento          | 1.ª manga | 1.ª manga | 2.ª manga | 2.ª manga | Total   | Total    |
| Atleta                   | Evento          | Tiempo    | Posición  | Tiempo    | Posición  | Tiempo  | Posición |
| ------------------------ | --------------- | --------- | --------- | --------- | --------- | ------- | -------- |
| María Cristina Schweizer | Eslalon         | 53,43     | 28        | 58,45     | 25        | 1:51,88 | 24       |
| María Cristina Schweizer | Eslalon gigante | —         | —         | —         | —         | 2:19,81 | 42       |

## Luge
Masculino
| Atleta         | Evento     | 1.ª manga          | 1.ª manga          | 2.ª manga          | 2.ª manga          | 3.ª manga  | 3.ª manga  | 4.ª manga | 4.ª manga | Total     | Total     |
| Atleta         | Evento     | Tiempo             | Posición           | Tiempo             | Posición           | Tiempo     | Posición   | Tiempo    | Posición  | Tiempo    | Posición  |
| -------------- | ---------- | ------------------ | ------------------ | ------------------ | ------------------ | ---------- | ---------- | --------- | --------- | --------- | --------- |
| Matiás Stinnes | Individual | Tiempo desconocido | Tiempo desconocido | Tiempo desconocido | Tiempo desconocido | No terminó | No terminó | No avanzó | No avanzó | No avanzó | No avanzó |